# المنصوره (عدن)
المنصوره (به عربی: المنصورة، al-manṣūrah) یک ناحیه شهری در استان عدن، یمن است که بر اساس سرشماری سال ۲۰۰۳، جمعیت آن ۱۱۴۹۳۱ نفر بوده‌است.

## تاریخ
المنصوره پس از قطعنامه ای که در سال ۱۹۶۲ توسط شورای قانونگذاری عدن صادر شد، نامگذاری شد. ساخت این محله با بحران حاد مسکن در مستعمره عدن بین سال‌های ۱۹۵۵ و ۱۹۶۲ در نتیجه افزایش جمعیت و گسترش پایگاه نظامی بریتانیا همراه بوده‌است.

## زندان منصوره
یکی از مهم‌ترین بناهای معماری، زندان منصوره است که توسط دولت استعماری عدن، بین سالهای ۱۹۶۲ تا ۱۹۶۳، به عنوان یک زندان سیاسی برای بازداشت فعالان و پارتیزانهای ارتش آزادیبخش و انقلاب مسلح، که در حال حاضر به دلیل تداوم اتحاد در زندان هستند، ساخته شد.